# Cierra Ramirez
Cierra Alexa Ramirez (9 de março de 1995) é uma atriz e cantora estadunidense. Ela é mais conhecida pelo seu papel de Mariana Foster nas séries The Fosters e Good Trouble.

## Vida pregressa
Ramirez nasceu em 9 de março de 1995, em Houston, Texas. Seu pai, Sonny Ramirez, era produtor musical e sua mãe, Cris Ramirez, professora de jardim de infância. Ramirez foi criada em Sugar Land, Texas, e estudou na Westside High School por dois anos antes de se mudar para Los Angeles, Califórnia. Ela concluiu o ensino médio por meio de um programa de educação domiciliar, o que lhe permitiu seguir a carreira de atriz.

## Carreira

### Atuação
Em 2007, Ramirez desempenhou um papel recorrente na série do Disney Channel, Zack & Cody: Gêmeos em Ação, como Jasmine, uma jovem campista com problemas de controle da raiva. Ramirez interpretou a personagem recorrente Kathy em A Vida Secreta de uma Adolescente Americana, apresentada no 100º episódio como uma caloura grávida.
Ramirez estreou no cinema no papel principal do longa-metragem de 2012, Garota em Progresso, pelo qual ganhou um ALMA Award de Atriz Coadjuvante Favorita.
A partir de 2013, Ramirez interpretou Mariana Foster na série The Fosters, da ABC Family (renomeada para "Freeform"). Sua personagem é uma aluna nota 10 que, com seu irmão gêmeo Jesus, foi adotada por um casal de lésbicas em uma família multiétnica. A série estreou em 3 de junho de 2013 e, em janeiro de 2017, a Freeform anunciou que havia sido renovada para sua quinta temporada. No entanto, de acordo com a Entertainment Weekly, a série seria cancelada após uma minissérie de três noites em 6 de junho de 2018, seguida por um spin-off, Good Trouble, com estreia em 9 de janeiro de 2019, estrelado por Ramirez e Maia Mitchell.
Em 2017, Ramirez estrelou o filme da Lifetime "Drink, Slay, Love", coproduzido por Bella Thorne e baseado no romance de Sarah Beth Durst. Sua personagem foi uma vampira que se torna imune à luz solar após um acidente bizarro.

### Música
A música levou Ramirez a estrear na televisão — aos 10 anos, ela cantou uma música no segmento "Apollo Kids Star of Tomorrow" do programa Showtime at the Apollo. Ramirez assinou contrato com a Empire e a Tribeca Music Group. Ela abriu shows de diversos artistas musicais, incluindo Earth, Wind & Fire, Chicago e Ruben Studdard.
Em 20 de junho de 2016, Ramirez lançou seu primeiro EP, "Discreet". Seus singles seguiram seu primeiro EP: "Faded" com Baeza, em 2017.
Em 2018, Ramirez lançou o primeiro single, "Bad Boys", de seu álbum de estreia, Over Your Head, lançado em 28 de fevereiro de 2020. Os singles que se seguiram a "Bad Boys" foram: "Liquid Courage (Love Me Better)", "Broke Us" com Baeza. Trevor Jackson em 2019 e "Over Your Head" em 2020.
Os videoclipes dos singles "Faded", "Bad Boys", "Liquid Courage" e "Broke Us" foram lançados. "Liquid Courage (Love Me Better)", "Broke Us" e "BBU" foram dirigidos por Maria Skobeleva.

## Vida pessoal
Ela tem ascendência colombiana e mexicana.
Ela namorou o youtuber e comediante Jeff Wittek por 3 anos.
Desde 2019, ela mantém um relacionamento com o músico OTHRSYDE, também conhecido como Jonathan Zallez. Eles anunciaram o noivado em setembro de 2023.

## Filmografia

### Filmes
| Ano  | Título                           | Papel                         | Notaw    |
| ---- | -------------------------------- | ----------------------------- | -------- |
| 2006 | All In                           | Marisol                       |          |
| 2007 | Star and Stella Save the World   | Stella Rivera                 |          |
| 2012 | Girl in Progress                 | Ansiedad "Ann" Gutierrez      |          |
| 2016 | Petting Scorpions                | Daisy                         |          |
| 2018 | Marvel Rising: Secret Warriors   | America Chavez / Miss America | Dublagem |
| 2023 | The Re-Education of Molly Singer |                               |          |

### Televisão
| Ano       | Título                                   | Papel                |  |
| 2005      | Showtime at the Apollo                   | Ela mesma            |  |
| 2006      | CSI: Miami                               | Isabell              |  |
| 2006      | Zoey 101                                 | Garota #1            |  |
| 2006      | Desperate Housewives                     | Anne Marie           |  |
| 2007      | The Suite Life of Zack & Cody            | Jasmine              |  |
| 2007      | Star and Stella Save the World           | Stella Rivera        |  |
| 2008      | My Own Worst Enemy                       | Ruthy Spivey         |  |
| 2012      | Piper's Quick Picks                      | Ela mesma            |  |
| 2012      | The Talk                                 | Ela mesma            |  |
| 2012–2013 | The Secret Life of the American Teenager | Kathy                |  |
| 2013–2018 | The Fosters                              | Mariana Adams-Foster |  |
| 2017      | Drink Slay Love                          | Pearl                |  |
| 2019      | Marvel Rising: Chasing Ghosts            | America Chavez       |  |
| 2019      | Marvel Rising: Heart of Iron             | America Chavez       |  |
| 2019      | Marvel Rising: Battle of the Bands       | America Chavez       |  |
| 2019-2024 | Good Trouble                             | Mariana Adams-Foster |  |

## Discografia

### Álbuns
| Título         | Detalhes                                                                                                 | Pico nas Paradas                |
| -------------- | --- | ------------------------------- |
| Over Your Head | - Lançada: 28 de Fevereiro de 2020 - Gravadora: Tribeca Music Group/ Empire - Formatos: Download digital | #15 on the US Pop iTunes Charts |

### Extended plays
| Título   | Detalhes                                                                                     | Pico nas Paradas | Notes |
| -------- | -------------------------------------------------------------------------------------------- | ---------------- | ----- |
| Discreet | - Lançada: 20 de Junho de 2016 - Gravadora: Tribeca Music Group - Formatos: Download digital | —                | —     |

### Singles
| Título                                            | Ano  | Álbum            |
| ------------------------------------------------- | ---- | ---------------- |
| "Faded" (feat Casey Veggies & Honey Cocaine)      | 2016 | Discreet         |
| "Faded" (feat Baeza)                              | 2017 | Single sem álbum |
| "Bad Boys"                                        | 2018 | Over Your Head   |
| "Liquid Courage (Love Me Better)"                 | 2019 | Over Your Head   |
| "Broke Us" (feat Trevor Jackson)                  | 2019 | Over Your Head   |
| "Love Me Ole (Latin Remix)" (with Maejor & C-Kan) | 2019 | Single sem álbum |
| "Over Your Head"                                  | 2020 | Over Your Head   |
| "BBU"                                             | 2020 | Over Your Head   |

### Outras aparições
| Title     | Year | Other artist(s) | Album     |
| --------- | ---- | --------------- | --------- |
| "Círculo" | 2019 | Coastcity       | 1190 (EP) |

### Videoclipes
| Title                             | Year | Other artist(s)         | Director(s)     |
| --------------------------------- | ---- | ----------------------- | --------------- |
| "Faded"                           | 2016 | Casey Veggies & Honey C | Austin Kelley   |
| "Faded"                           | 2017 | Baeza                   | Keoni Marcelo   |
| "Bad Boys"                        | 2018 | —                       | Arrad Rahgoshay |
| "Liquid Courage (Love Me Better)" | 2019 | —                       | Maria Skobeleva |
| "Broke Us"                        | 2019 | Trevor Jackson          | Maria Skobeleva |
| "Love Me Ole (Latin Remix)"       | 2019 | Maejor & C-Kan          | Gabe Bostetler  |
| "Over Your Head"                  | 2020 | —                       | Riley Robbins   |
| "BBU" (Vertical Video)            | 2020 | —                       | Maria Skobeleva |